# Texas Longhorns

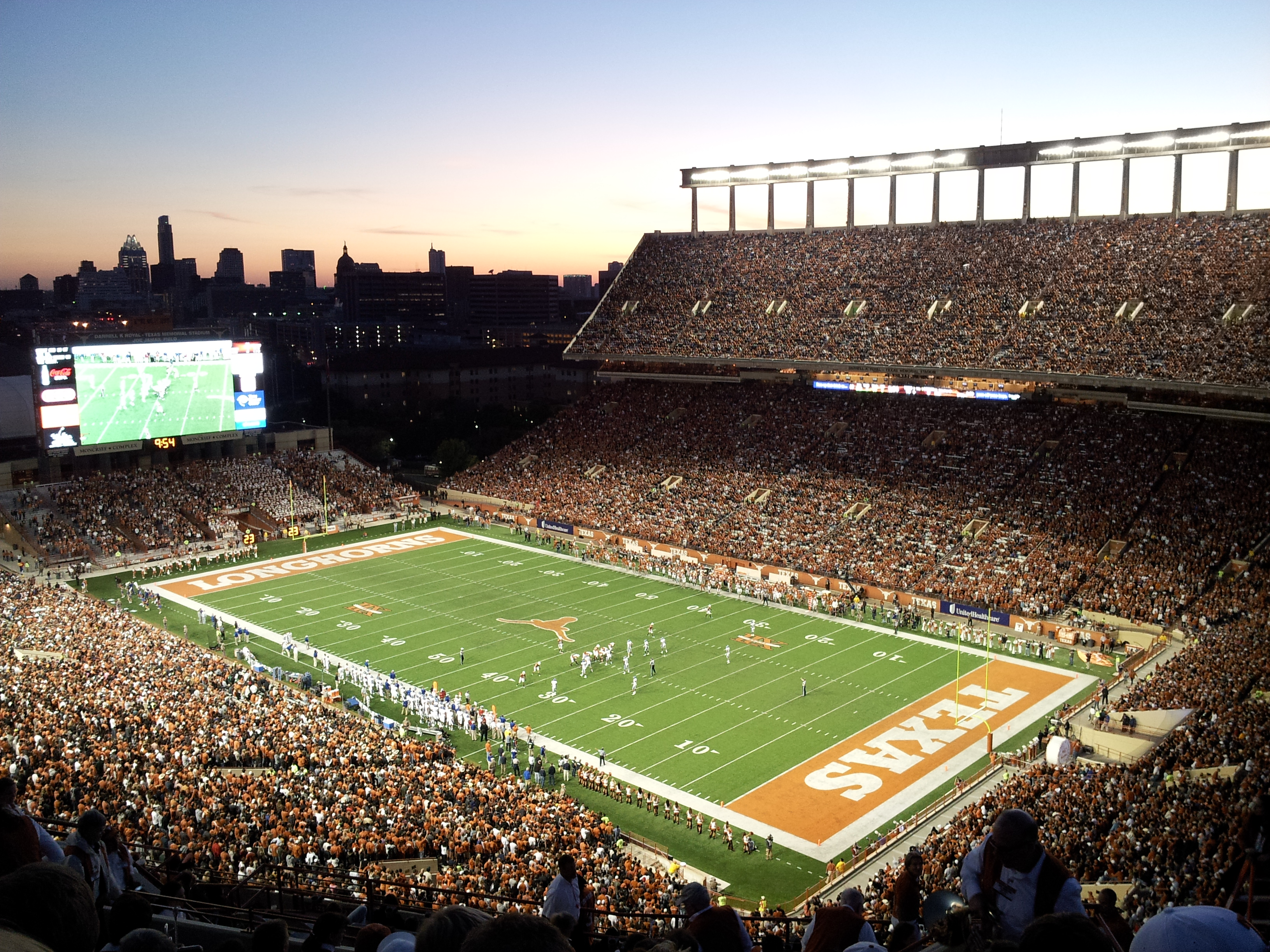
Darrell K. Royal-Texas Memorial Stadium.

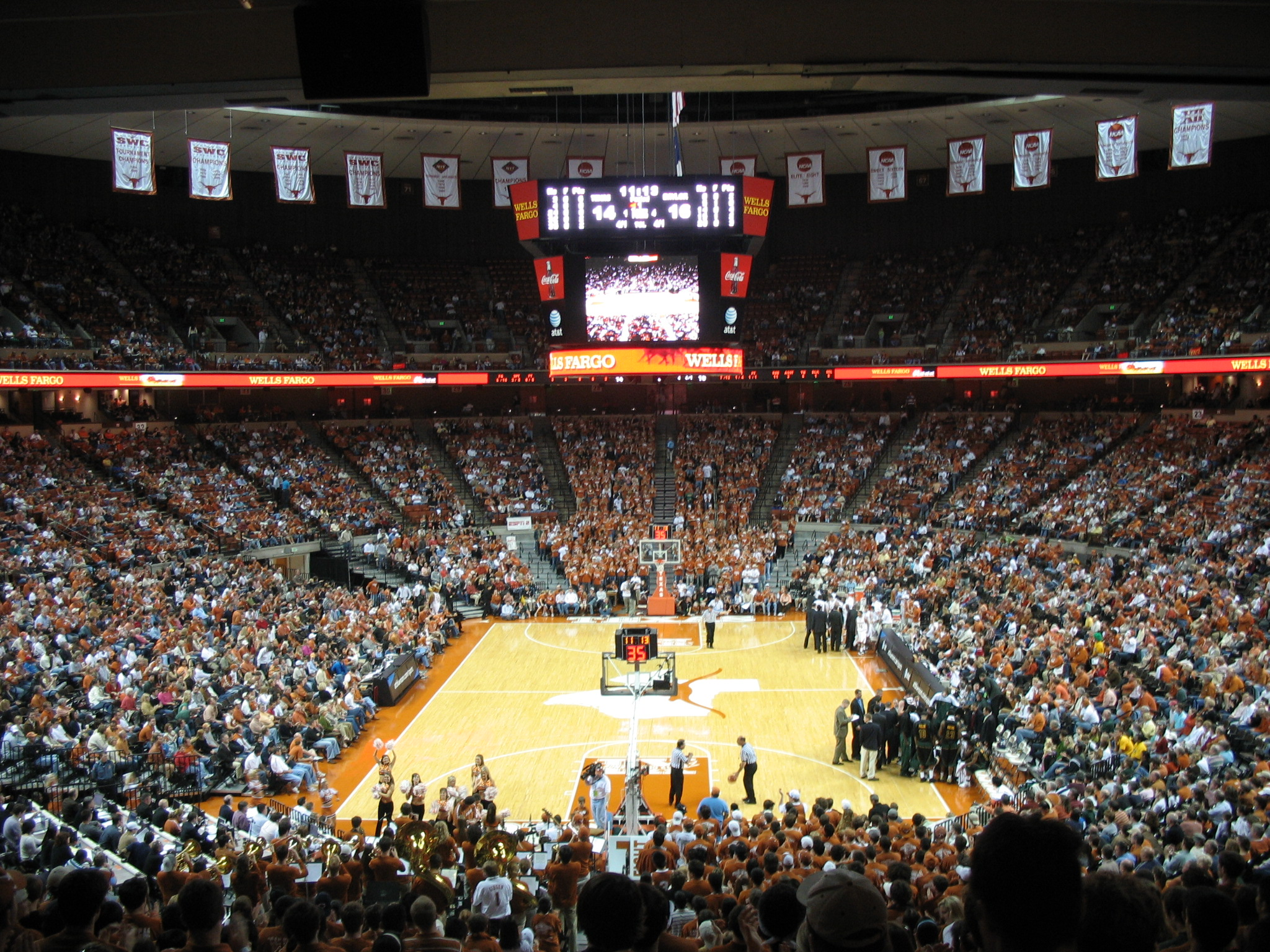
Frank Erwin Center, antiguo pabellón de baloncesto.

Texas Longhorns (Cuernos Largos de Texas) es la denominación que reciben los equipos deportivos de la Universidad de Texas en Austin. Los 18 equipos de los Longhorns participan en las competiciones universitarias de la NCAA, en la Southeastern Conference.

## Fútbol americano
El equipo más popular de Texas es el de fútbol americano, que se hizo con el título nacional en 1963, 1969, 1970 y 2005, y conquistó 32 títulos de conferencia. Ganó 27 bowls en 52 disputados, lo que lo ubica cuarto en el historial de la NCAA. Entre ellos, se destacan el BCS National Championship Game de la temporada 2005, 11 ediciones del Cotton Bowl, dos Rose Bowl, dos Orange Bowl y un Sugar Bowl.
El equipo juega de local en el Darrell K. Royal-Texas Memorial Stadium. Tiene capacidad para 100.119 espectadores, siendo el octavo más grande del país.

## Baloncesto
En cuanto al baloncesto, el equipo masculino de Texas llegó a la Final Four en 1943, 1947 y 2003, y ha ganado 27 campeonatos de conferencia. 
Notables baloncestistas como T.J. Ford, Chris Mihm, LaMarcus Aldridge, Kevin Durant y Avery Bradley estudiaron en esta universidad.
Por su parte, el equipo femenino ha ganado el campeonato de la NCAA de 1986, y alcanzó el Final Four en 1982, 1987 y 2003, a la vez que ha ganado 12 títulos de conferencia de temporada regular y 10 títulos de torneos de conferencia.

## Béisbol
El conjunto de béisbol no es menos exitoso, alzándose con el campeonato en 1949, 1950, 1970, 1983, 2002 y 2005.

## Golf
En golf masculino han sido campeones nacionales en 1971 y 1972.

## Campeonatos nacionales
- Natación y saltos masculino: 9 (1981, 1988, 1989, 1990, 1991, 1996, 2000, 2001, 2002)
- Natación y saltos femenino: 9 (1981, 1982, 1984, 1985, 1986, 1987, 1988, 1990, 1991)
- Béisbol: 6 (1949, 1950, 1975, 1983, 2002, 2005)
- Atletismo al aire libre masculino: 5 (1982, 1986, 1998, 1999, 2005)
- Atletismo cubierta femenino: 6 (1986, 1988, 1990, 1998, 1999, 2006)
- Fútbol americano: 4 (1963, 1969, 1970, 2005)
- Golf masculino: 2 (1971, 1972)
- Remo femenino: 1 (2021)
- Tenis femenino: 3 (1993, 1995, 2021)
- Voleibol: 2 (1981, 1988)
- Baloncesto femenino: 1 (1986)
- Campo a través femenino: 1 (1986)